# Rio Negro (Jamaica)
Rio Negro é um rio da Jamaica, sendo o segundo maior do país em extensão com 53 km.
Seu nome esta relacionado a cor escura do leito do rio, devido a camada de vegetação em decomposição. Tem sua nascente no Cockpit Country, uma area entre as paroquias de Trelawny e Saint Elizabeth, indo em direção ao sul e desaguando no Mar do Caribe no extremo leste da cidade de Black River.